# Cnaeus Calpurnius Piso
Pour les articles homonymes, voir Calpurnius Piso.
Cnaeus Calpurnius Piso (ca. 44/43 av. J.-C. - 20 ap. J.-C.) est un homme politique des débuts de l'Empire romain.

## Biographie
Il est le fils de Cnaeus Calpurnius Piso, partisan républicain pendant les guerres civiles contre César puis contre les triumvirs et qui devient consul suffect en 23 av. J.-C. aux côtés d'Auguste.
Il est consul en 7 av. J.-C. avec le futur empereur Tibère, puis gouverneur en Hispanie et proconsul d'Afrique.
Dès le début de son principat, Tibère se trouve devoir vivre avec l'important prestige que Germanicus, le fils de son frère Drusus qu'il a adopté sur l'ordre d'Auguste, acquiert auprès de tout le peuple de Rome. Selon Tacite et Suetone, le ressentiment conduit Tibère à donner à son fils adoptif une mission particulière en Orient de manière à l'éloigner de Rome. Le Sénat décide de donner au jeune homme l’imperium proconsulare maius sur toutes les provinces orientales. Il est cependant peu probable que Tibère ait envoyé Germanicus en Orient dans le but de l'éloigner du pouvoir ou de l'éliminer. La nomination de Pison en parallèle de l'investiture de Germanicus peut apparaître comme un moyen de confronter ce dernier à un contre pouvoir.
Germanicus part en 18 pour l'Orient avec Piso qui est nommé gouverneur de la province de la Syrie. Germanicus revient en Syrie en 19, après avoir résidé en Égypte au cours de l'hiver. Il entre en conflit ouvert avec Piso, qui a annulé toutes les mesures que Germanicus a prises ; Piso, en réponse, décide de quitter la province pour retourner à Rome. Peu de temps après le départ de Piso, Germanicus tombe malade et meurt après de longues souffrances, à Antioche, le 10 octobre. Avant de mourir, Germanicus exprime sa conviction d'avoir été empoisonné par Piso et adresse une dernière prière à Agrippine afin qu'elle venge sa mort. Après les funérailles, Agrippine rentre à Rome avec les cendres de son mari où la peine de tout le peuple est grande. Tibère, pour éviter d'exprimer publiquement ses sentiments, n'assiste même pas à la cérémonie au cours de laquelle les cendres de Germanicus sont placées dans le mausolée d'Auguste. En fait, Germanicus pourrait être décédé de mort naturelle, mais sa grande popularité amplifie l'écho de l'événement, et fait naître des suspicions de complots destinés à l'éliminer physiquement pour empêcher son accession au pouvoir. Celles-ci forment un biais important des sources romaines à l'égard de Germanicus et de Piso, notamment chez Tacite.
Dès le début, une suspicion s'installe alimentée par les paroles prononcées par Germanicus mourant qui accuse Piso d'avoir provoqué sa mort en l'empoisonnant avec l'aide de son épouse Munatia Plancina. Ainsi, la rumeur d'une participation de Tibère se propage, presque comme l'instigateur de l'assassinat de Germanicus, ayant choisi personnellement d'envoyer Piso en Syrie,,. Lorsque Piso est jugé, accusé d'avoir commis, également, de nombreux délits, l'empereur tient un discours très modéré dans lequel il évite de prendre position pour ou contre la condamnation du gouverneur. Piso ne peut pas être imputé d'une accusation d'empoisonneur, ce qui apparaît, même pour les accusateurs, impossible à prouver, et le gouverneur, certain d'être condamné pour d'autres délits qu'il a commis, décide de se suicider avant que soit prononcé un verdict. Suétone raconte que, en raison des soupçons de participation à la mort de Germanicus, Piso fut presque lynché par la foule et condamné à mort par le Sénat,,. Tibère et sa mère Livie réussissent à éviter l'incrimination de son épouse Munatia Plancina et de ses fils, Cnaeus (qui a du changer de praenomen pour devenir Lucius) et Marcus, pourtant avec son père en Syrie.
Ronald Syme soutient qu'il est vraisemblable que Tibère choisit Piso comme son confident, lui conférant un secreta mandata (« ordres confidentiels ») pour éviter que le jeune âge de l'héritier au trône puisse conduire Germanicus à une inutile et coûteuse guerre contre les Parthes. La situation, cependant, échappe à Piso, probablement en raison des frictions entre les épouses du légat impérial et du titulaire de l’imperium proconsulaire, de sorte que l'inimitié entre les deux dégénère en conflit ouvert.